# Janine Bazin
Pour les articles homonymes, voir Bazin.
Janine Bazin, née Janine Kirsch le 29 janvier 1923 à Paris et décédée le 31 mai 2003 à Villeneuve-Saint-Georges (Val-de-Marne), est une productrice française de cinéma et de télévision, épouse du critique et historien André Bazin.

## Biographie
Janine Madeleine Marguerite Kirsch naît à Paris 11e le 29 janvier 1923.
Elle rencontre André Bazin au sein de l'association Travail et Culture, une association militante proche du Parti communiste français. Elle l'épouse en 1949.
Elle est la mère de Florent Bazin.
En février 1952, elle accueille avec André Bazin François Truffaut chez eux à sa sortie de la prison militaire dans leur appartement de Bry-sur-Marne.
À partir de 1963, elle produit avec André S. Labarthe pour l'ORTF puis pour Arte, une série de documentaires intitulée Cinéastes de notre temps puis renommée dans les années 1990 Cinéma de notre temps.
Ces différents documentaires analysent l'œuvre de réalisateurs majeurs comme Claude Chabrol, Ken Loach ou Aki Kaurismäki.
Elle dirige le festival de Belfort depuis 1980 et le renomme Festival Entrevues en 1986.
Janine Bazin meurt le 31 mai 2003. De 2006 à 2012, le Prix d'interprétation Janine Bazin est une des récompenses du festival de Belfort.